# Население Аляски

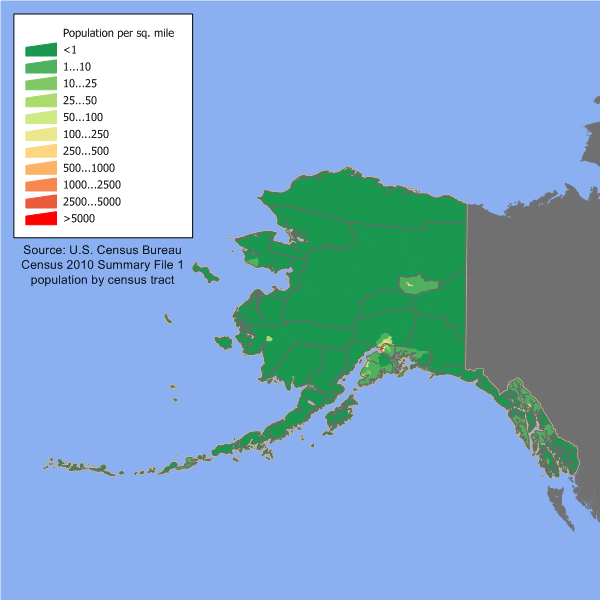
Плотность населения Аляски

Аляска является сорок седьмым из пятидесяти по численности населения штатом США. На 1 апреля 2020 года по данным переписи населения США 2020 года число жителей составляет 736 081 человек.
Более половины населения Аляски живёт в Анкоридже и его окрестностях. 